# باستیلیکا
باستیلیکا (به فرانسوی: Bastelica) یک کمون (فرانسه) در فرانسه است که در canton of Bastelica واقع شده‌است. باستیلیکا ۱۲۷٫۶۹ کیلومتر مربع مساحت دارد ۸۰۸ متر بالاتر از سطح دریا واقع شده‌است.